# 첸트랄반
첸트랄반(Zentralbahn)은 스위스 중부와 베르너 오버란트에서 두 개의 연결 철도 노선을 소유하고, 운영하는 스위스 철도 회사이다. 2005년 1월 1일에 독립적으로 소유한 루체른-슈탄스-엥겔베르크 노선과 스위스 연방 철도의 브뤼닉선을 인수하면서 만들어졌다. 회사의 본사는 슈탄슈타트에 있다.
철도는 길이 74km 지역 간 브뤼닉선(브뤼닉 고개를 통해 루체른과 인터라켄을 연결)과 헤르기스빌에서 출발하는 길이 25km의 루체른–슈탄스–엥겔베르크선의 인프라를 소유하고 있다. 브뤼닉선은 루체른에서 엥겔베르크까지 약 9km 떨어져 있다. 두 라인 모두 1,000mm 미터궤, 랙 철도 기술을 사용하여 가장 가파른 경사를 오르지만, 대부분의 노선은 기존 접착식을 사용한다.
이 철도는 루체른과 인터라켄 사이, 루체른과 엥겔베르크 사이에 한 편씩 2시간 간격으로 인터레기오 급행 서비스를 운영하고 있다. 또한 루체른 S-반, 루체른과 볼펜쉬센 사이의 S4 및 루체른과 기스빌 사이의 S5를 30분 간격으로 운행한다. 러시아워에는 S41, S44, S55라는 이름의 추가 열차가 있다. 노선의 끝 인터라켄에서 매시간 레기오 서비스가 마이링엔까지 운영된다. 두 개의 인터레기오 서비스만 회사의 랙 구간을 가로지를 수 있으며, 랙 장착 차량이 필요하다.

## 역사

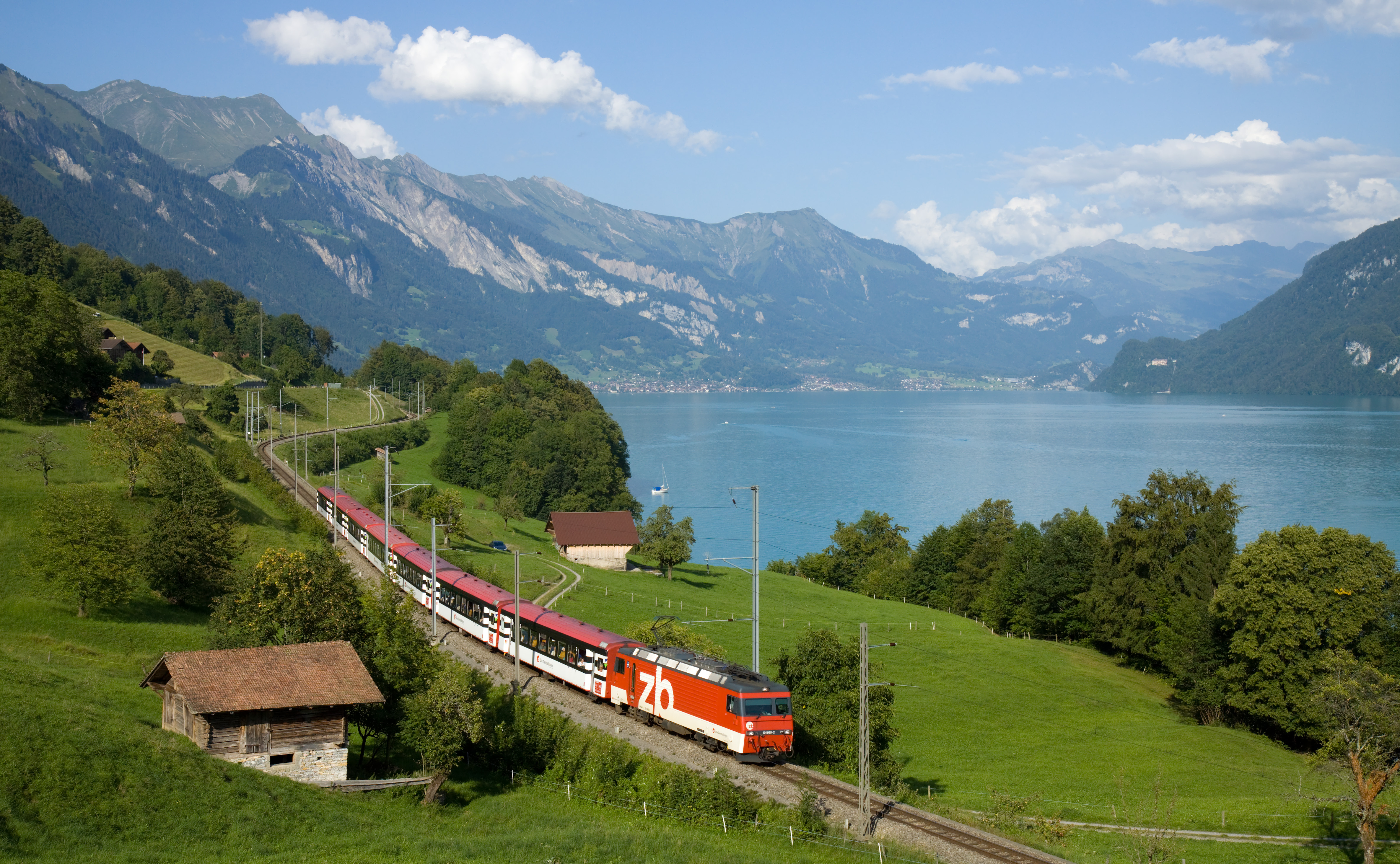
첸트랄반 인터레기오 열차는 니더리트 근처 브리엔츠호 해안선을 따라간다.

첸트랄반의 두 노선은 매우 뚜렷한 역사를 가지고 있다.

### 뷔르닉선의 역사
브뤼닉선은 1888년과 1916년 사이에 점진적으로 건설되었다. 브리엔츠와 알프나흐슈타트 사이의 브뤼닉 고개를 가로지르는 첫 번째 단계는 JBL(쥐라-베른-루체른 철도)에 의해 개통되었으며, 이 철도 역시 알프나흐슈타트에서 루체른까지 연장되었다. 나머지 스위스 철도망으로 연결. 그 후 JBL은 1891년 쥐라-심플론 철도 (JS)의 일부가 되었고, JS는 1903년 스위스 연방 철도 (SBB)의 일부가 되었다. SBB는 1916년 브리엔츠에서 인터라켄까지 노선의 마지막 구간을 개통했다.
건설된 대로 이 노선은 증기기관차로 운영되었으며, 리겐바흐 랙 시스템을 사용하여 브뤼닉 고개의 각 측면에 대한 접근에서 최대 12%의 경사를 극복했다. 이 노선은 가공 라인에서 공급되는 15kV 16.7Hz AC의 표준 스위스 본선 시스템을 사용하여 1941년과 1942년에 전철화하였다. 랙 구간은 유지되었다.

### 루체른-슈탄스-엥겔베르크선
엥겔베르크까지 가는 노선의 대부분은 슈탄슈타트–엥겔베르크 철도(StEB)에 의해 건설되었으며, 1898년에 개통되었다. 이 노선은 슈탄슈타트에서 엥겔베르크까지 운행했으며, 초기의 브뤼닉선과 마찬가지로 스위스 철도망의 나머지 지역과 증기선 연결에 의존했다. 브뤼닉 선로와 달리 StEB 선로는 3상 교류 가공선 공급 장치를 사용하여 개통 시부터 전기를 공급받았다. 또한 엥겔베르크에 대한 최종 접근 방식에 리겐바흐 랙 시스템을 사용했지만, 최대 기울기가 25%로 매우 가파르게 나타났다.
1960년에는 브뤼닉선에 슈탄슈타트와 헤르기스빌 사이에 새로운 노선을 건설하여 엥겔베르크 노선을 스위스 철도망에 연결하는 작업이 시작되었다. 여기에는 루체른 호수의 하구 좁은 알프나흐 호수 위에 다리를 건설한 다음 필라투스 산등성이 아래에 Lopper II 터널을 건설하는 작업이 포함되었다. 엥겔베르크 열차가 브뤼닉선을 통해 루체른까지 운행할 수 있도록 전체 철도가 동일한 전기 시스템(15kV 16.7Hz AC)으로 전환되었고, 새로운 철도 차량이 확보되었다. 1964년에 노선이 재개통되었고 소유 회사는 이름을 루체른-슈탄스-엥겔베르크 철도(LSE)로 변경했다. 40년 동안 두 노선의 소유권 구조는 변경되지 않았고, LSE 소유 열차가 헤르기스빌과 루체른 사이의 SBB 소유 선로를 운행했다. 그러나 2004년 6월 스위스 연방 의회는 2005년 1월부터 브뤼닉선을 LSE로 이전할 수 있는 권한을 SBB에 부여했다. 그 대가로 LSE는 SBB에 주식을 발행했으며, 결과적으로 SBB가 현재 주식의 2/3를 소유하게 되었다. LSE는 이후 훨씬 더 큰 규모의 운영을 반영하기 위해 첸트랄반(Zentralbahn)으로 이름을 변경했다.
2009년 말에 첸트랄반이 루체른과 호르브 사이의 1,435mm(표준 궤간) 크린즈-루체튼 철도의 선로 운영을 맡았다. 이 선로 대부분은 이미 브뤼닉선의 미터 궤간 선로와 함께 이중 궤간 구성으로 배치되어 있었다.
합병 이후 몇 가지 주요 프로젝트가 수행되었다. 2010년에는 해발 4,043m의 그라펜노르트–엥겔베르크 터널이 건설되었다. 이 터널 건설은 엥겔베르크로 가는 매우 가파른 최종 접근 방식을 대체하기 위함이었다. 랙이 여전히 작동하는 동안 터널의 최대 기울기는 25%가 아닌 10.5%이다.
2012년 말, 엥겔베르크 열차가 사용하는 브뤼닉선의 연장선인 크린스 마텐호프역과 루체른역 사이에 새로운 터널 경로가 개통되었다. 터널은 구불구불한 길을 대체하기 위해, 여러 혼잡한 수평교차로를 폐지하고 복선로를 제공할 수 있다. 터널 내에 건설된 새로운 역인 루체른 알멘트/메세역는 스위스포러 아레나를 운행한다.